# Pretty Style
『PRETTY STYLE』（プリティ・スタイル）は、小学館から刊行されていた、20歳前後の女性をターゲットにしたファッション雑誌である。2002年4月創刊。2011年12月号（同年11月1日発売）を最後に休/廃刊となる。通称「PS（ピーエス）」。

## 概要
元々はハイティーン向けに作られた雑誌『プチセブン』が前身。1998年頃から年間発行部数が60万部に達し、当時の女子中高生向けファッション雑誌の中では圧倒的に最多の売り上げを誇っていた『プチセブン』を休刊させた後、年齢層を上げた継続誌として『PRETTY STYLE』が創刊されたが、その誌面に『プチセブン』の面影は無く、いわゆる裏原宿系の女性をターゲットにした形で作られた。「かっこいいのにカワイイ」というスタイルを中心に、20代前半の"カジュアルファッションが大好きな女のコ"を対象とした雑誌である。価格は580円（税込）であった。
しかし、ライバル誌が実質『セブンティーン』だけだった『プチセブン』時代に比べ、『mini』や『SEDA』などの同系統雑誌が既に多数発行されており、結果的に発行部数は『プチセブン』時代と比べ40万部以上もの減少となった。また、『プチセブン』の休刊によって直後から『セブンティーン』の発行部数が倍増するという現象も起きた。さらに、『プチセブン』を休刊した次の決算期で、小学館の雑誌部門が大幅な赤字となっている。
連載や表紙など、中島美嘉の登場回数がとても多かった。
2011年7月25日、小学館は本誌を2011年12月号（2011年11月1日発売）にて休刊することを発表。公式ブログであるPSBLOGでも「悲しい。ごめんね。12月号で休刊します。」というタイトル記事で発表した。休刊理由として『広告収入の低迷』と『若者のライフスタイルの変化』を掲げている。
最終号のカバーガールは蒼井優。

## 主なモデル

### 専属モデル
- 大出千尋
- 星羅

### 誌面に登場したモデル
- 紗羅マリー
- 宮本りえ
- 太田莉菜
- 花楓
- アリス
- 田中美保
- EMI
- 菊池亜希子
- MEG
- 山川未央
- 山野ゆり
- YUUKI
- エリーローズ
- 松島花
- JOSI
- 住谷念美
- 高山都
- ジュリアナ
- 沖樹莉亜
- 麻里
- ティアラ
- 夢子
- 福田明子
- 岡本裕里
- 松田園子
- 原裕美子
- チェルシー舞花
- 徳田いずみ
- 木下ココ
- 三浦葵
- 石坂友里
- 西山恵子

## 連載
- 東野翠れん
- 紗羅マリー
- 菊池亜希子
- 木村綾子
- 中島美嘉
- 堂本剛
- Perfume

## 発行部数
|        | 1〜3月     | 4〜6月     | 7〜9月     | 10〜12月   |
| ------ | ---------- | ---------- | ---------- | ---------- |
| 2008年 |            | 246,667 部 | 245,000 部 | 239,000 部 |
| 2009年 | 239,000 部 | 241,667 部 | 231,667 部 | 215,500 部 |
| 2010年 | 200,000 部 | 198,334 部 | 186,667 部 | 183,750 部 |
| 2011年 | 170,000 部 | 171,000 部 | 148,334 部 |            |

## 脚註
1. ↑  雑誌「PS」が休刊、広告収入の低迷などで サンケイスポーツ 2011年7月25日閲覧